# فرانك كورتيس (مصمم سيارات)
فرانك كورتيس (بالإنجليزية: Frank Kurtis)‏ هو مصمم سيارات أمريكي، ولد في 25 يناير 1908، وتوفي في 17 فبراير 1987.